# Erga Edizioni
Erga Edizioni (Edizioni Realizzazioni Grafiche Artigiane) è una casa editrice italiana con sede a Genova, fondata nel 1964 dal disegnatore e tipografo Marcello Merli.

## Storia
Il primo libro stampato dalla casa editrice nel 1964 fu un testo di Vincenzo Perelli, Macrophotographie e Microphotographie.
Tra le collane, "Biblioteca di Etnomedicina", "Storia e Filosofia", "I FondaMentali", "Scandagli", "Habanero", le opere d'arti marziali del maestro giapponese Koichi Tohei.
Tra gli autori che hanno pubblicato testi con la Erga figurano Evandro Agazzi, Amedeo Benedetti, Vico Faggi, Paolo Aldo Rossi, Cesare Viazzi, Roberto G. Colombo.
L'editore è anche uno studio di realizzazioni grafiche e pubblicitarie.